# Abbas Ali Khalatbari
Abbas Ali Khalatbari (Teheran, 1912 – Teheran, 11 aprile 1979) è stato un politico e diplomatico iraniano, Ministro degli affari esteri nel governo Hoveyda, ucciso dal neo-nato regime islamico.

## Biografia
Finalizzò gli studi a Parigi, dove conseguì la laurea in scienze politiche presso la Faculté de droit de Paris nel 1936 e un dottorato in giurisprudenza nel 1938.
Diplomatico, iniziò la sua carriera nel Ministero delle Finanze nel 1940, poi al ministero degli esteri nel 1942. Ha rivestito brevemente il ruolo d'ambasciatore dell'Iran in Polonia nel 1961.
Khalatbari venne nominato segretario generale della CENTO nel gennaio 1962, in sostituzione del pakistano Mirza Osman Ali Baig. Rimase in carica fino al gennaio 1968, quando Rıfat Turgut Menemencioğlu prese il suo posto. Dal 1968 al 1970 fu viceministro degli affari esteri.
Abbas venne nominato ministro degli esteri nel gabinetto guidato dal primo ministro Amir-Abbas Hoveyda il 13 settembre 1971, sostituendo Ardeshir Zahedi. Khalatbari si recò in visita ufficiale in Israele nel 1977 come ospite del suo omologo israeliano Yigal Allon.
Khalatbari fu inoltre membro della Commissione Musa Sadr creata nel 1977 per discutere sul come rapportarsi con Musa al-Sadr, influente politico sciita libanese. La commissione concluse che Al Sadr dovesse essere un agente dell'Iran.
Il suo mandato come ministro degli Esteri terminò il 27 agosto 1978, e fu sostituito da Amir Khosrow Afshar. Pur essendo fedele allo scià, Khalatbari apprese la sua rimozione dalle prime notizie radiofoniche del mattino.

## Morte
Dopo la rivoluzione islamica del 1979 Khalatbari venne arrestato e condannato a morte con l'accusa di "corruzione sulla terra; appartenenza all'ex regime, essere un ministro del precedente governo, essere un agente della SAVAK, essere membro di una delegazione governativa che agisce contro gli interessi della nazione; essere pagati dalla CIA; tradimento, agire contro l'interesse del popolo, contro la sicurezza della nazione". Fu inoltre accusato di aver permesso agli agenti della SAVAK di essere impiegati come diplomatici in diverse ambasciate dell'Iran imperiale.
Khalatbari e altri dieci funzionari dello scià, tra cui l'ex ministro dell'agricoltura Mansour Rouhani, vennero giustiziati dalle forze di sicurezza della Repubblica islamica dell'Iran a Teheran l'11 aprile 1979.
Sposato con la sorella di Safi Asfia, responsabile delle prime ambizioni nucleari dell'Iran. Ebbe quattro figli.